# 萊克薩 (阿肯色州)
萊克薩（英語：Lexa）是一個位於美國阿肯色州菲利普斯縣的城鎮。

## 地理
萊克薩的座標為34°35′51″N 90°45′02″W / 34.59750°N 90.75056°W，而該地的平均海拔高度為65米（即213英尺）。

## 人口
根據2020年美國人口普查的數據，萊克薩的面積為1.06平方千米，皆為陸地。當地共有人口207人，而人口密度為每平方千米195人。